# 森雞
森雞是一種曾經生活在西太平洋新喀里多尼亞的已滅絕鳥類。森雞體型較大且無法飛行，是森雞科的兩種鳥類之一。森雞與現代雞形目有著較近的親緣關係，來自斐濟的斐济巨鸡是其同科的近親。 科學家從未接觸過活著的森雞，但學者們仍能通過數以萬計的在新喀里多尼亞島與其附近的松樹島發現的全新世亞化石描述這一物種。公元前1500年左右，在人類首次到達新喀里多尼亞之後不久，森雞走向了滅絕。

## 描述

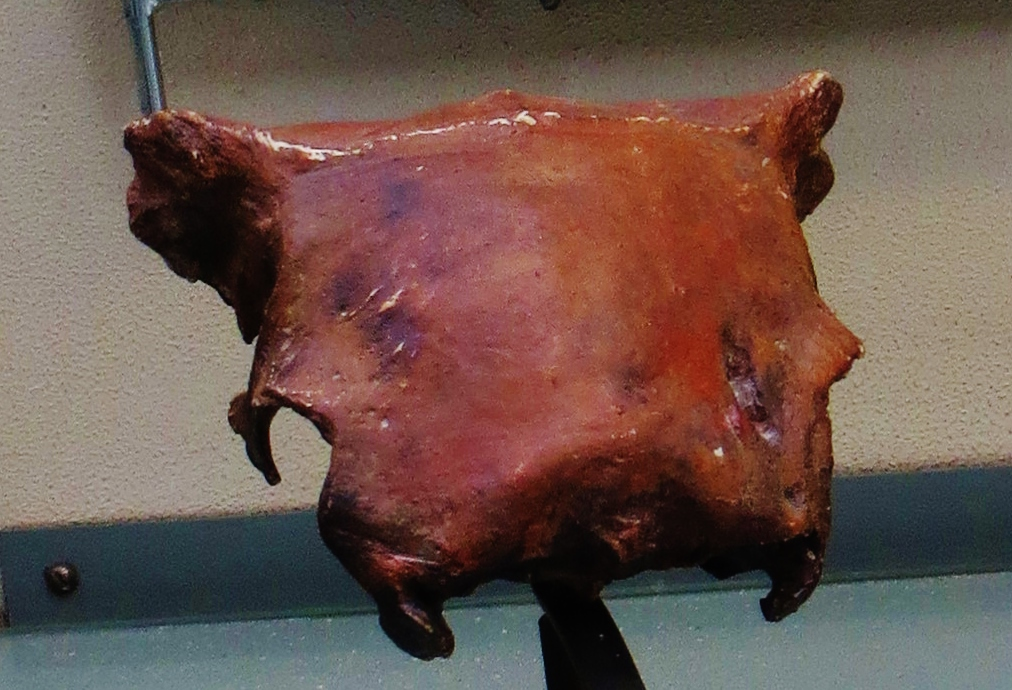
森鸡的头骨

森鸡是一种大型不飞鸟，也是目前已知最大的泛鸡形目鸟类，其身高可达1.2-1.6米，平均体重约为40公斤。但是2016年的一项研究表明，森鸡可能只有0.8米高，其体重也会缩小至27-34公斤。森鸡头骨巨大，头骨上有一个高而窄的喙，喙的基部有一个骨节。森鸡的腿很短，但其脚趾很粗壮且指甲很长。森鸡的骨骼很有特点，与所有其他已知鸟类都有所不同：其锁骨没有与叉骨融合、其尾锥骨的数量相对较多、其肋骨和骨盆在外观上几乎与非鸟恐龙一致，同时森鸡的前肢极度缩小。

## 行为
已发现的很多森鸡遗骸都来自幼鸟，在某些地区这一占比甚至高达50%。因此，据推测森鸡一窝会产至少两个，更可能接近10个蛋。森鸡平均寿命不超过5-7年，在大型鸟类中，这一寿命极为短暂。 
人们曾经认为森鸡不会直接孵化它的卵，它们会像冢雉一样建造用以孵蛋的土堆。松树岛上发现过很多最初被认为是坟墓的土堆，但这些土堆随后被发现并没有埋藏人类遗骸或墓葬物品，所以有人认为它们实际上是森鸡所造的孵化土堆。即使4000年过去了，这些小山般的土堆仍有5米高，50米宽，即使对新喀里多尼亚群岛上体型巨大的已灭绝冢雉 筑堆冢雉 (学名：Megapodius molistructor)来说，这些土堆仍显得过于庞大。 

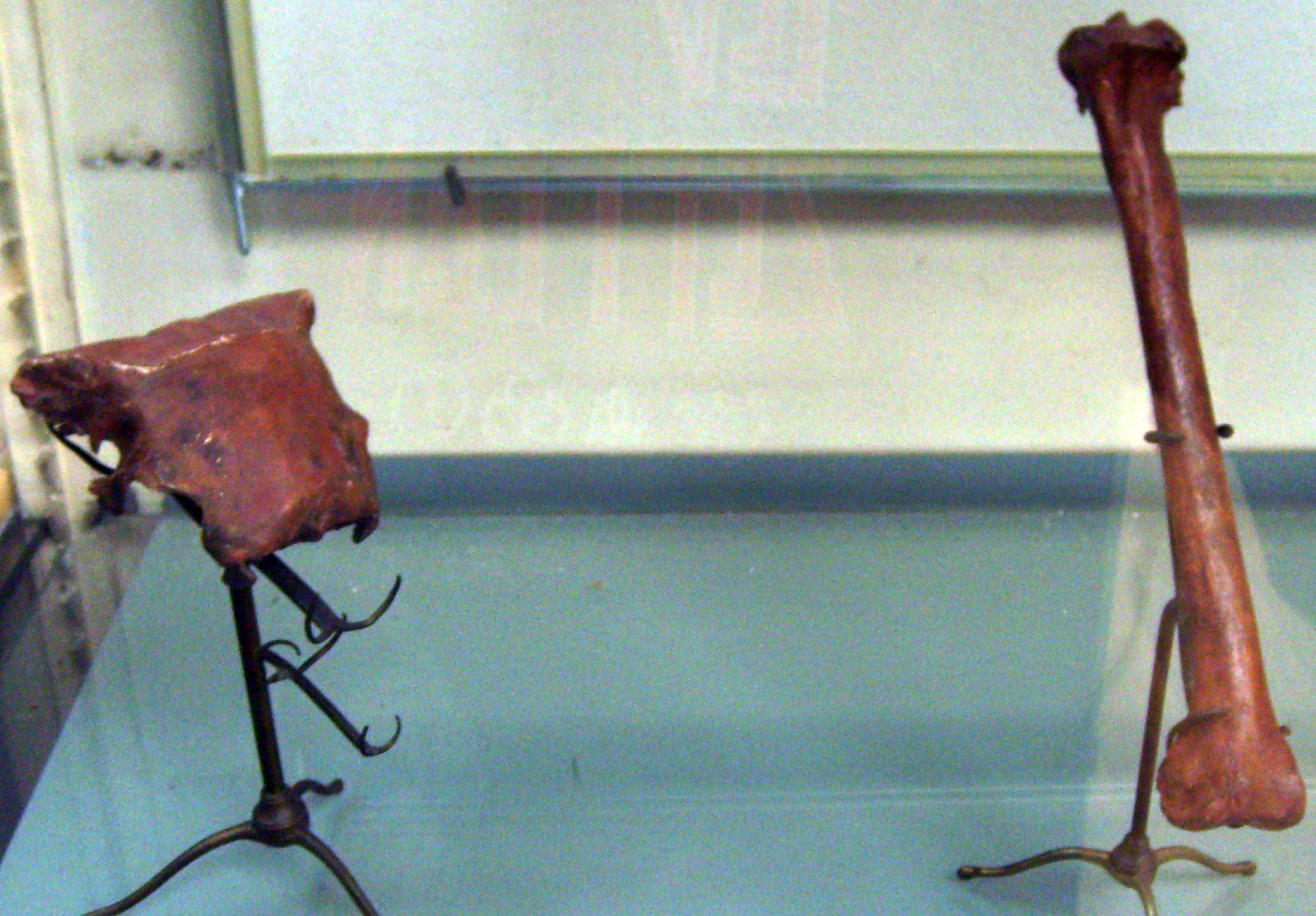
森鸡的头骨碎片与胫骨，国家自然历史博物馆, 巴黎

然而，根据近期的支序研究，森鸡并不被包含在传统鸡形目当中，更与冢雉没有特别密切的关系，因而森鸡会想冢雉一样建造土堆孵蛋的可能性并不高。

## 生态学
森鸡的生活方式并没有什么特别之处。它们可能是一种移动缓慢的植食动物，其喙与足部的结构表明这种鸟食谱中的很大一部分应该来自其挖掘出的根与块茎。

## 灭绝
卡纳克人的拉皮塔人祖先在公元前1500年左右于新喀里多尼亚定居，森鸡和其他的一些新喀里多尼亚特有物种在短时间内被猎杀至灭绝。 野化家犬和家猪的捕食在森鸡的灭绝中可能也起到了作用。森鸡的形象以粗略介绍其习性的故事的形式留存在卡纳克人的口述历史之中。当地人将森鸡称为“du”。